# Дель Фабро, Дарио
Дарио Дель Фабро (итал. Dario Del Fabro; 24 марта 1995) — итальянский футболист, центральный защитник клуба «Читтаделла».

## Карьера
Будущий защитник «павлинов» родился 24 марта 1995 года в небольшом сардинийском городке Альгеро, где и начал заниматься футболом. Естественно, благодаря месту рождения путь в большой футбол для итальянца был очевиден — в возрасте 13 лет Дарио подписывает юношеский контракт с клубом серии А «Кальяри».
С 15 лет талантливый центрдеф привлекается к играм за различные юношеские сборные Италии (от U-16 до U-19). В 17 лет Дель Фабро дебютировал в профессиональном футболе, отыграв за «Кальяри» полный матч в Кубке Италии против клуба минорной лиги. Спустя два месяца, 21 декабря 2012 года состоялся его дебют и в Серии А, где Дарио вышел на замену в матче против «Ювентуса». Однако закрепиться в основе футболисту не удалось — за два сезона стаж Дарио насчитывает всего 6 игр за клуб.
В начале августе 2014 года Дель Фабро арендован «Пескарой» (Д2) до конца сезона, однако спустя несколько дней соглашение расторгается по настоятельной просьбе бывшего владельца «Кальяри» Массимо Челлино. 31 августа защитник арендуется «Лидсом» на аналогичных условиях с возможностью выкупа. В «Юнайтед» Дарио играл исключительно за резерв. Бытует мнение, что футболист и вовсе был арендован клубом для лучшей адаптации в Англии бразильца Адриана, с которым Дель Фабро очень дружен.
2 октября 2020 года перешёл на правах аренды в нидерландский АДО Ден Хааг.

## Сборная
С 15 лет талантливый центрдеф привлекается к играм за различные юношеские сборные Италии (от U-16 до U-19).